# Mpv (програвач)
mpv (українською: емпіві) це програвач, який був створений на базі MPlayer та mplayer2. Плеєр містить вільне та відкрите програмне забезпечення яке включає в себе суміш GNU General Public License версії 2 плюс (GPLv2+), з елементами GNU Lesser General Public License версії 2.1 плюс (LGPLv2.1+) та деякі додаткові частини GNU General Public License версії 3 (GPLv3).
Плеєр працює на кількох операційних системах, включаючи Unix-like версії Berkeley Software Distribution (BSD), Linux, та OS X, а також на Windows. Це багатоплатформна програма, яка працює на ARM, PowerPC, x86 / IA-32, x86-64 та MIPS.

## Історія
mpv створили як окрему програму у 2012 році взявши за основу mplayer2, який був форкнутий 2010 року з MPlayer. Метою створення форку було заохочування розробницької діяльності через усунення незручного коду та відсутності підтримки для дуже старих систем. У результаті, проект мав велике залучення розробників.
Починаючи з червня 2015 року, програмний код проекту у дії переліцензування з GNU General Public License версії 2 (GPLv2) до GNU Lesser General Public License версії 2 (LGPLv2) щоб дозволити використати mpv як бібліотеку програм у інших програмах.

## Зміни у порівнянні зMPlayer
mpv мав кілька певних змін з того часу, як його відокремили від MPlayer. Усі видимі частини меню, зі всіма його додатковими функціями, було спрощено та вбудовано у інтерфейс mpv для забезпечення основного контролю за допомогою комп'ютерної миші. Це було зроблено аби поліпшити взаємодію для нових користувачів та впровадити точну і зручну систему пошуку.
Відео сайти: через youtube-dl, mpv природно підтримує високу роздільну здатність (HD) вмісту на YouTube та 300 інших вебсторінок. Це надає можливість mpv замінювати вбудовані у сайти відео програвачі, які були створені на основі Adobe Flash або HTML5.
Висока якість вихідного відео: mpv включає користувацько-налаштовним відео виводу, який був створений на базі OpenGL. Драйвер підтримує понад 100-ню можливостей для керування якістю відтворення, включаючи використання покращених upscale фільтрів, керування кольорами та користувацько-налаштовними піксель шейдерами.
Поліпшений клієнт API: окрім режиму медіа програвача, mpv зроблений для використання іншими програмами напряму, через бібліотеку інтерфейсу, яка має назву libmpv. Це потребує розробку усього mpv коду багатонитково безпечним. Наприклад, програма, що використовує libmpv як Plex. Цей режим керування програвачем, разом з JSON IPC механізмом, заміщує «slave mode» MPlayerа.
Підсистема кодування: mpv включає в себе новий режим стиснення даних, який можна використовувати для зберігання відтворюваних на даний момент файлів в різні формати. Це дозволяє mpv працювати як транскодер, підтримуючи багато різних відео форматів. Ця функція послуговує як пряма заміна для додатку MEncoder, що містить у собі MPlayer, який радше був окремою програмою, ніж такою що була вбудована у програвач.
Lua скриптинґ: поведінка та функції mpv є користувацько-налаштовними. Використовуючи малі програми, які написані на скриптовій мові Lua, яка може бути використана для задач як кадрування відео, надання графічного інтерфейсу користувача (GUI) або автоматичого підлаштовування до швидкости оновлення дисплею.

## Фронтенди
Певні фронтенди користуюсь mpv, включаючи:
- Baka MPlayer, фронтенд, що базується на Qt5[12]
- GNOME MPV, простий GTK фронтенд[13]
- SMPlayer, можна вбудувати у mpv замість MPlayer
- bomi (колишній CMPlayer), фронтенд, що базується на Qt5[12][14]
- IINA, сучасний та багатий на можливості програвач, що базується на mpv, для macOS[15]

## Референції
1. 1 2  Debian — Details of package mpv. Архів оригіналу за 10 серпня 2017. Процитовано 29 червня 2017.
2. ↑  mpv-player, Analysis Summary, Open Hub, архів оригіналу за 2 серпня 2017, процитовано 11 серпня 2016 [Архівовано 2017-08-02 у Wayback Machine.]
3. ↑  Copyright. mpv. Архів оригіналу за 28 квітня 2020. Процитовано 21 березня 2015.
4. ↑  https://web.archive.org/web/20170802104526/https://commons.wikimedia.org/wiki/Category:Mpv_(media_player)
5. 1 2  User Scripts - mpv-player/mpv Wiki. Архів оригіналу за 20 березня 2018. Процитовано 21 березня 2016.
6. 1 2  Архівована копія. Архів оригіналу за 10 січня 2018. Процитовано 29 червня 2017.{{cite web}}:  Обслуговування CS1: Сторінки з текстом «archived copy» як значення параметру title (посилання)
7. ↑  Baka MPlayer. Архів оригіналу за 1 лютого 2015. Процитовано 29 червня 2017.
8. ↑  youtube-dl: Supported sites. Архів оригіналу за 7 липня 2018. Процитовано 21 березня 2016.
9. ↑  mpv manual (opengl video output driver section). Архів оригіналу за 8 червня 2017. Процитовано 21 березня 2016.
10. ↑  Introducing the Plex Media Player. Архів оригіналу за 20 березня 2016. Процитовано 21 березня 2015.
11. ↑  mpv manual (encoding section). Архів оригіналу за 8 червня 2017. Процитовано 21 березня 2016.
12. 1 2  Baka MPlayer. Архів оригіналу за 1 лютого 2015. Процитовано 29 червня 2017.
13. ↑  GNOME MPV. Архів оригіналу за 19 липня 2017. Процитовано 29 червня 2017.
14. ↑  bomi project page. bomi-player.github.io. Архів оригіналу за 13 липня 2017. Процитовано 20 лютого 2017.
15. ↑  IINA Project Page. lhc70000.github.io/iina. Архів оригіналу за 24 червня 2017. Процитовано 20 лютого 2017.